# Дивний: Історія Ела Янковича
«Дивний: Історія Ела Янковича» (англ. Weird: The Al Yankovic Story) — американський біографічний комедійний фільм режисера Ерика Аппеля, з Денієлом Редкліффом у головній ролі. Також у проєкті взяли участь актори Еван Рейчел Вуд, Рейн Вілсон, Тобі Гасс та Джуліанна Ніколсон. Сценарій був написаний Аппелем спільно з «Дивним Елом» Янковичем і базується на біографії останнього. Вихід кінокартини — 4 листопада 2022 р., дистриб'ютором виступив стримінговий сервіс The Roku Channel.

## Сюжет
Сюжет фільму сконцентрований на біографії Альфреда Метью Янковича, відомого як «Дивний Ел».

## У ролях
- Денієл Редкліфф — «Дивний Ел» Янкович
- Еван Рейчел Вуд — Мадонна
- Рейн Вілсон — Док Дементо[en]
- Тобі Гасс — Ніл Янкович, батько Ела
- Джуліанна Ніколсон — Мері Янкович, мати Ела
- Квінта Брансон — Опра Вінфрі
- Спенсер Тріт Кларк — Стів Джей
- Дот Джонс — Мама Ведмедиця
- Девід Дастмалчян — Джон Дікон
- Джек Блек — Вульфман Джек
- Альфред Метью Янкович

## Виробництво
У 2010 році гумористичний портал Funny or Die випустив фейковий трейлер сатиричної біографічної драми під назвою Weird: The Al Yankovic Story режисера Еріка Аппеля з Аароном Полом у ролі головного героя. Серед додаткових акторів у трихвилинному трейлері взяли участь: сам Янкович, Олівія Вайлд, Гері Коул, Мері Стінберген та Паттон Освальт. 18 січня 2022 року було анонсовано повноцінний однойменний фільм із Денієлом Редкліффом у головній ролі. Функції режисера та виконавчого продюсера фільму залишилися за Аппелем, сценарій був написаний ним же у співавторстві з Янковичем. В одному з інтерв'ю Апель жартома сказав: «Коли Ел вперше зустрівся зі мною і змусив вислухати історію свого життя, я подумав — „повна брехня, але ми обов'язково повинні зняти про це фільм“». На думку Редкліффа, причиною його затвердження на головну роль стала поява актора на «Шоу Грема Нортона», у листопаді 2010 року, де він заспівав пісню The Elements Тома Лерера перед «Коліном Фарреллом» і Ріанною: «Думаю, Ел побачив мій перформанс і спіймав себе на думці: „А що, цей хлопець січе фішку“. І тому він обрав мене». За задумом режисера Пол все ж таки мав з'явитися у фільмі в невеликому епізоді, проте актор захворів на COVID-19 в період фільмування.
Основні знімання розпочалися 10 лютого 2022 року в Лос-Анджелесі. У березні Еван Рейчел Вуд, Рейн Вілсон, Тобі Гасс та Джуліанна Ніколсон були затверджені на допоміжні ролі. Редкліфф закінчив знімання сцен зі своєю участю через шістнадцять днів — 4 березня. Інші фільмування завершилися 8 березня, таким чином весь знімальний процес зайняв вісімнадцять днів.
Сцена вечірки біля басейну включає багато епізодичних ролей, зокрема Конана О'Брайена в ролі Енді Воргола Йорма Такконе в ролі Пі-Ві Германа ; [2] Ніна Вест як Божественна; Аківа Шаффер у ролі Еліса Купера; Девід Дастмалкіан — Джон Дікон ; Пол Ф. Томпкінс у ролі Ґаллаґера; Деметрі Мартін у ролі Крихітного Тіма; та Емо Філіпс у ролі Сальвадора Далі. У сцені в барі Паттон Освальт грає байкера, а Майкл МакКін виступає як ведучий. Джош Ґробан грає офіціанта, а Сет Ґрін озвучує радіодіджея. Справжня дружина Янковича Сюзанна не згадується як дружина Тоні Сільві Вартан.